# Hospice
Pour les articles homonymes, voir Hospice (homonymie).

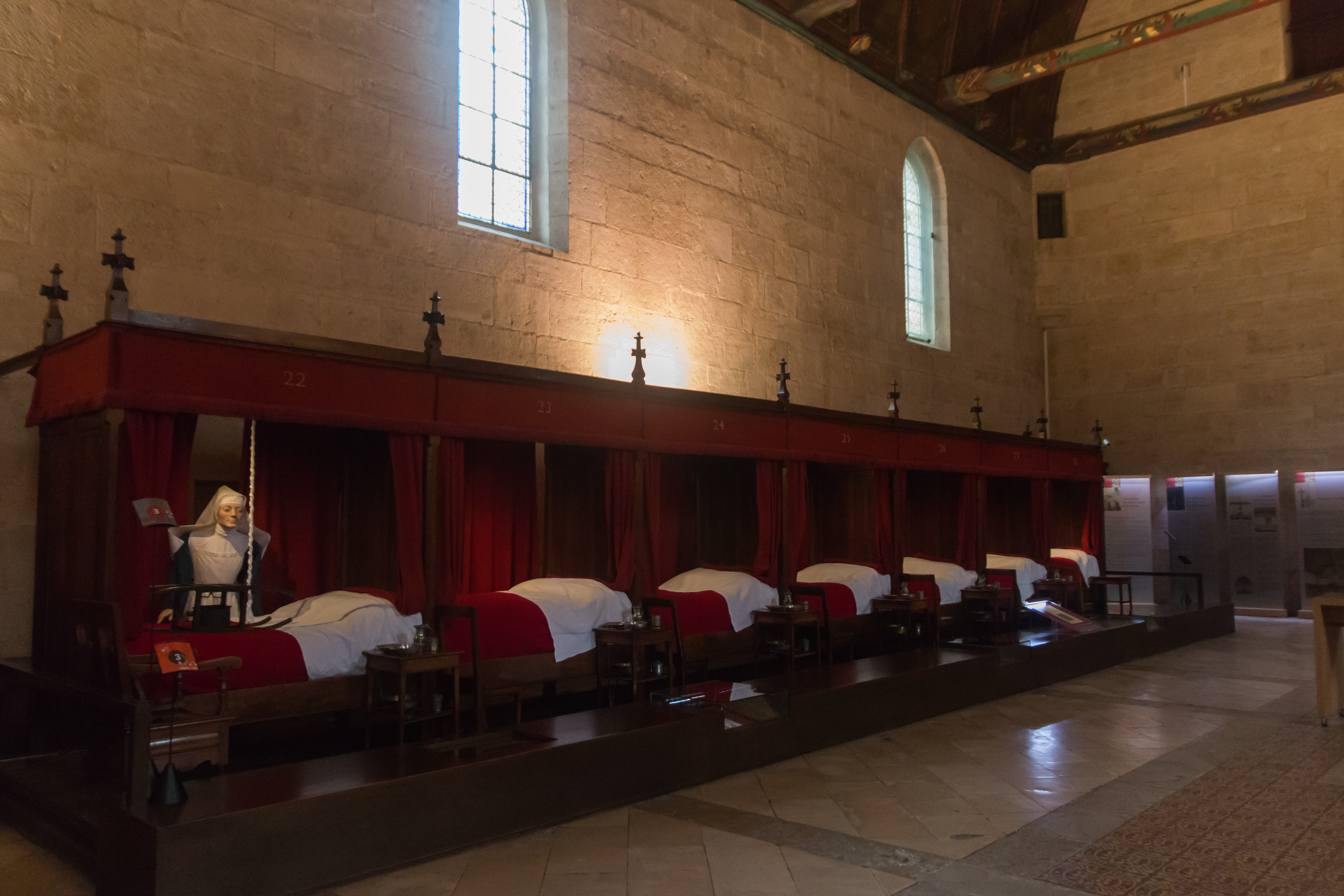
Rangée de lits dans la grande « salle des pôvres » aux Hospices de Beaune (France).

Un hospice est un établissement fait pour recevoir les personnes démunies. Il porte assistance aux miséreux, aux indigents, aux vieux, aux malades, aux isolés, aux estropiés et d'une façon générale à tous les déshérités de la vie.
À Paris, l'Assistance publique – Hôpitaux de Paris (AP-HP) est directement issue des hospices civils créés en 1801, constitués à partir des biens de l'Église. Les Hospices civils de Lyon ont été créés en 1802.
De nos jours, les hospices sont devenus les Ehpad.

## Historique
Les hospices voient leurs origines dans les xenodochia, sorte d'hôpital en grec. Ils étaient tenus à l'origine par des moines et étaient sous la responsabilité de monastères. Durant plusieurs siècles, la différence entre les hospices et les hôpitaux est faible. La mise en place des hôtels-Dieu, à la fin du Moyen Âge, favorise cependant une spécialisation de ces établissements : dans les villes, les malades sont le plus souvent dirigés vers les hôtels-Dieu et les hospices accueillent de préférence les pèlerins, les voyageurs, les personnes vivant dans le dénuement, les vieillards non assistés par leur famille, les incurables. La plupart des villes en Europe en comptent des dizaines, dont quelques-uns spécialisés, tel l'hospice des Quinze-Vingts fondé par Saint Louis, en 1254, à Paris, et consacré aux aveugles. On en trouvait aussi dans les bourgs, notamment sur les chemins de pèlerinage. 
Des dizaines de milliers de léproseries existent également. Différents établissements, hospice, dépôts de mendicité, asiles, deviennent progressivement un moyen de mettre à l'écart et d'enfermer les plus pauvres. En Angleterre, dès 1388, sous Henri IV, des établissements visent « la punition des vagabonds et le soulagement des pauvres ». Les Houses of Correction laissent ensuite la place aux workhouses qui dans la seconde moitié du XVIIIe siècle connaissent une expansion. Michel Foucault note qu'en « quelques années, c'est tout un réseau qui a été jeté sur l'Europe. » En Hollande, en Italie, en Espagne, en Allemagne se créent également des lieux d'internement de même nature.
En France, le concept de grand renfermement et la notion d’hôpital général sont imaginés et pris en charge par l'État, et non plus l'Eglise, sous Louis XIV, une façon de faire disparaître les indésirables, les vieillards isolés, les prostituées, les mendiants et les enfants abandonnés. Des hospices tenus par des religieux continuent également à exister pour les personnes âgées vivant dans la misère et ne pouvant être pris en charge par leur famille et désirant cheminer vers une mort chrétienne,.
Lors de la Révolution française, les Constituants souhaitent substituer à la notion de charité une notion de dette sociale, l'obligation d'aider sans leur demander un travail « ceux à qui l’âge et les infirmités ôtent tout moyen de s’y livrer », et remplacer les hospices par des lieux d’accueil, mais ils n’ont pas le temps ni les moyens de concrétiser cette nouvelle approche. Les institutions créées par la monarchie persistent en France, comme dans les autres pays européens. Ces institutions mettent à l’abri les démunis, mais elles cherchent aussi les mettre à l'écart et à éviter les désordres.

### XXesiècle

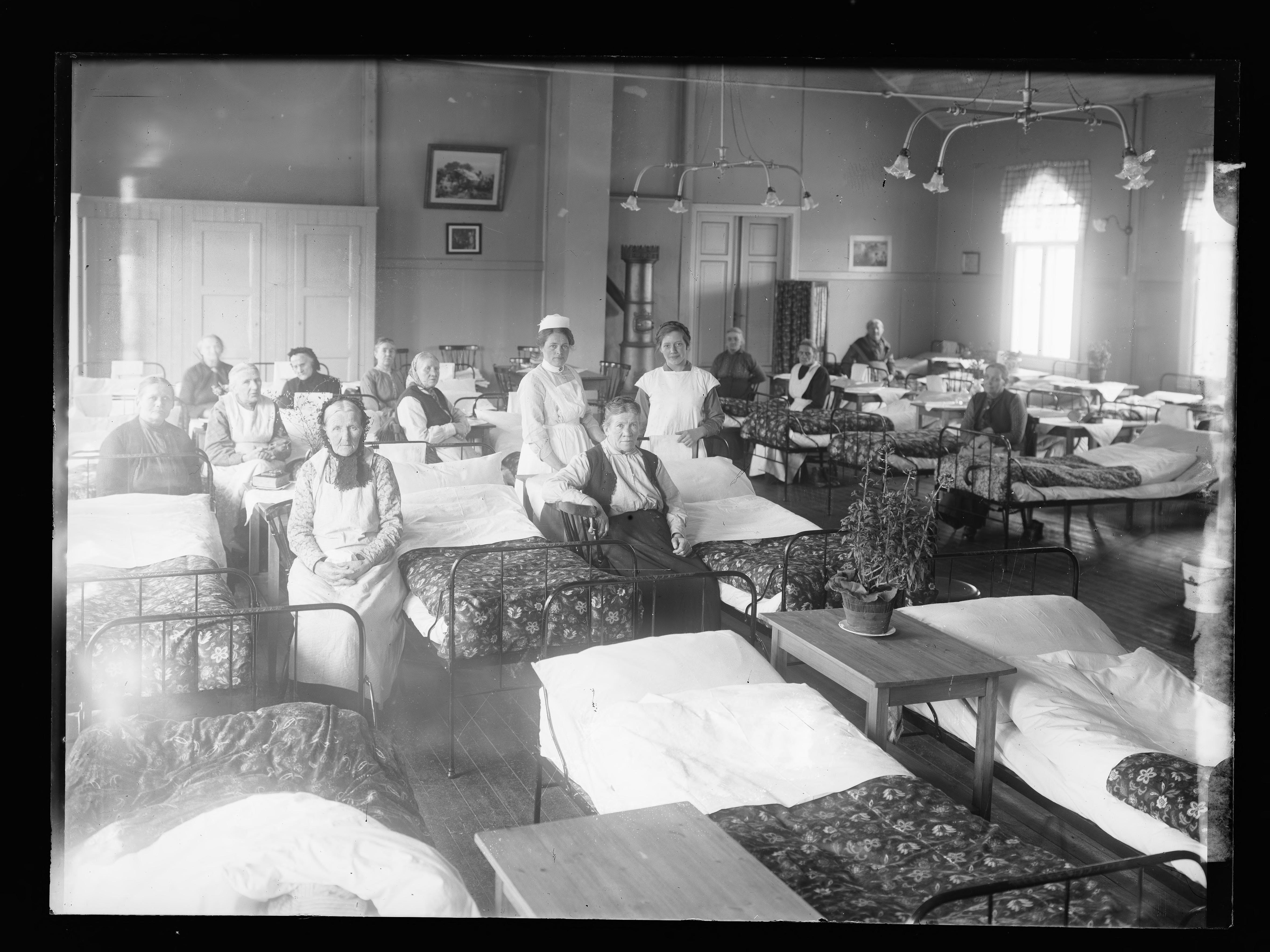
Dortoir de femme âgées à Oslo (Norvège), entre 1899 et 1930.

Le XXe siècle est marqué par une croissance démographique qui accentue les besoins. Progressivement, la notion d'assistance des nations aux plus âgés et aux plus démunis s'impose. En France, une loi sur l’assistance obligatoire aux vieillards est votée la même année (1905) que la loi de séparation des Églises et de l'État : les deux sujets ne sont pas sans rapport, la volonté de l'État français étant de substituer à la charité chrétienne une solidarité républicaine. La période entre les deux grands conflits mondiaux, l’entre-deux-guerres, peut d'ailleurs être considérée comme « l’âge d’or » des hospices, avec un niveau d'hygiène et de confort dans ces établissements —lavabos, douches, électricité — supérieur bien souvent à ce qui existe dans la majorité des logements privés, notamment dans le monde rural,. 
Dans la seconde partie du XXe siècle, les hospices se consacrent à la vieillesse : ce sont les « hospices de vieux ». Ils deviennent plus critiquables tant sur le plan des soins que sur celui de la qualité de vie réservés aux  pensionnaires, en raison de moyens limités et des capacités insuffisantes. Ces hospices des vieux symbolisent à nouveau une mise à l’écart de la vieillesse,,,
,
.